# Gilberte Bonneau du Martray
Gilberte Bonneau du Martray  est une résistante française, née le 4 janvier 1901 à Saint-Gérand-le-Puy (Allier) et morte en déportation lors du trajet qui l'emmène au camp Bergen-Belsen le 17 avril 1945. Elle a été jugée et condamnée avec les militants de Combat Zone Nord.

## Biographie

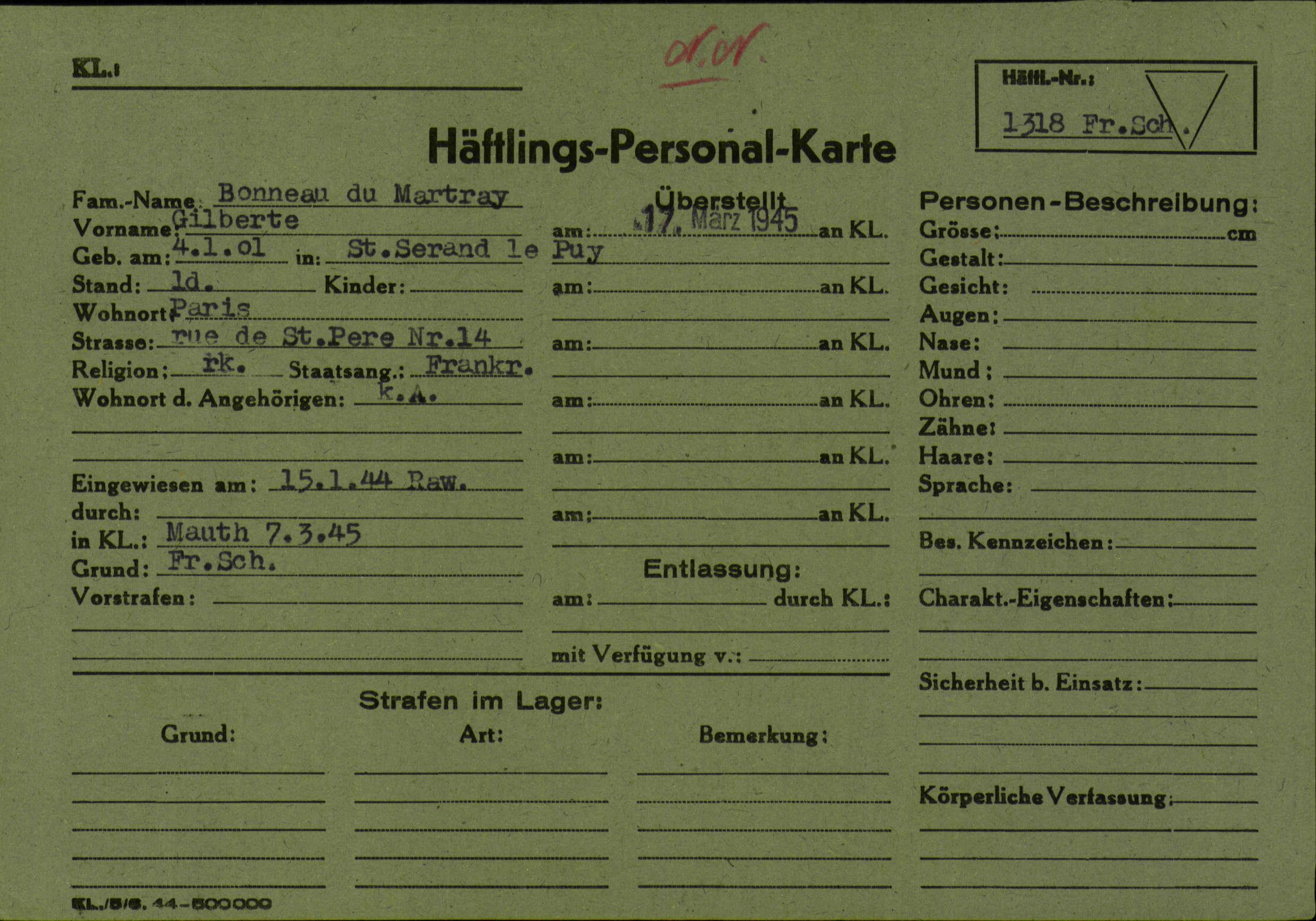
Carte d'internement de Gilberte Bonneau du Martray.

Catholique pratiquante, infirmière bénévole de la Société de secours aux blessés militaires (SBM), elle aide à l’évasion de militaires anglo-saxons hospitalisés au Val-de-Grâce en juin 1940.
Contact d’André Postel-Vinay et d’Arthur Bradley-Davies, agent du Secret Intelligence Service, elle fait passer les renseignements militaires recueillis par Gualbert Flandrin et Alexandre Gandouin du groupe de Compiègne rallié à Combat Zone Nord.
- 9 février 1942 : arrêtée par la Geheime Feldpolizei, elle est emprisonnée à La Santé puis à Fresnes et déportée à la prison de Sarrebruck en vertu du décret Nacht und Nebel.
- 15 octobre 1943 : avec Gualbert Flandrin et Alexandre Gandouin, elle est condamnée à mort pour espionnage en temps de guerre, par le 2e sénat du Volksgerichtshof.
- Quatre mois aux fers à Cologne, avec Elizabeth Dussauze, Jane Sivadon, Odile Kienlen, Marietta Martin-Le-Dieu et  Hélène Vautrin, avant d’apprendre que l’exécution de la condamnation est « remise à plus tard. »
- Emprisonnée aux bagnes de Lubeck et de Cottbus, elle est transportée aux camps de Ravensbrück et de Mauthausen avec les camarades de Combat Zone Nord.
- 17 avril 1945 : elle meurt d’épuisement pendant un transport au camp de Bergen-Belsen.

## Distinction
- Médaille de la Résistance française (décret du 11 mars 1947)[2]

## Sources
- Archives Nationales.
- Musée de la Résistance et de la Déportation de Besançon.
- BDIC (Nanterre).

## Autres sources
- http://st-romain-la-motte.fr/notre-village/histoire/gilberte-du-martray/